# État ouvrier dégénéré

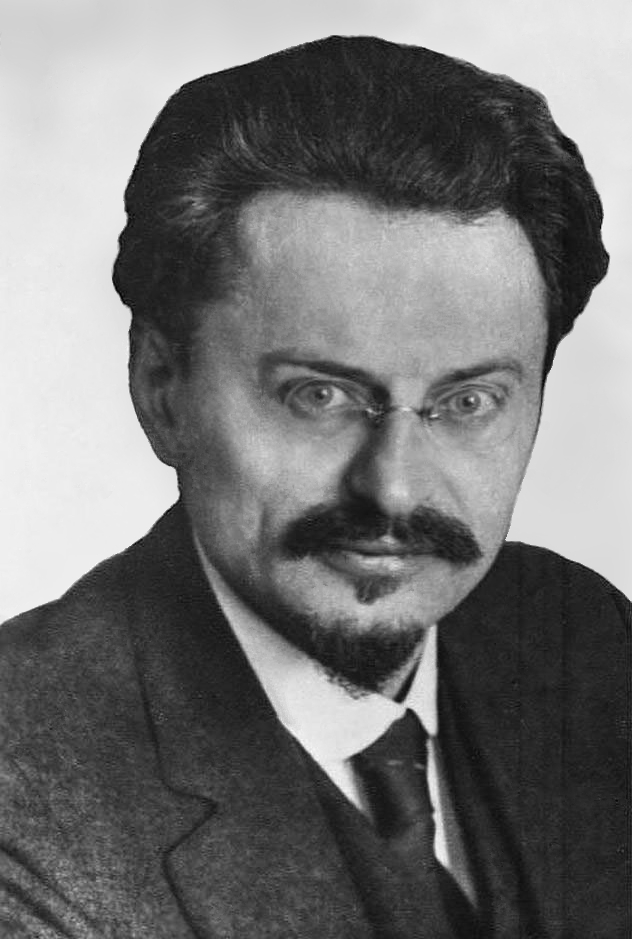
Léon Trotski

La notion d'État ouvrier dégénéré ou État ouvrier bureaucratiquement déformé est une désignation péjorative utilisée par des courants trotskistes pour désigner certains États se réclamant du communisme, généralement les « démocraties populaires » de l'ancien Bloc de l'Est. Ces courants pointent à travers cette expression la bureaucratisation de ces régimes qu'ils jugent en contradiction avec les idéaux communistes,.